# Dún Aengus

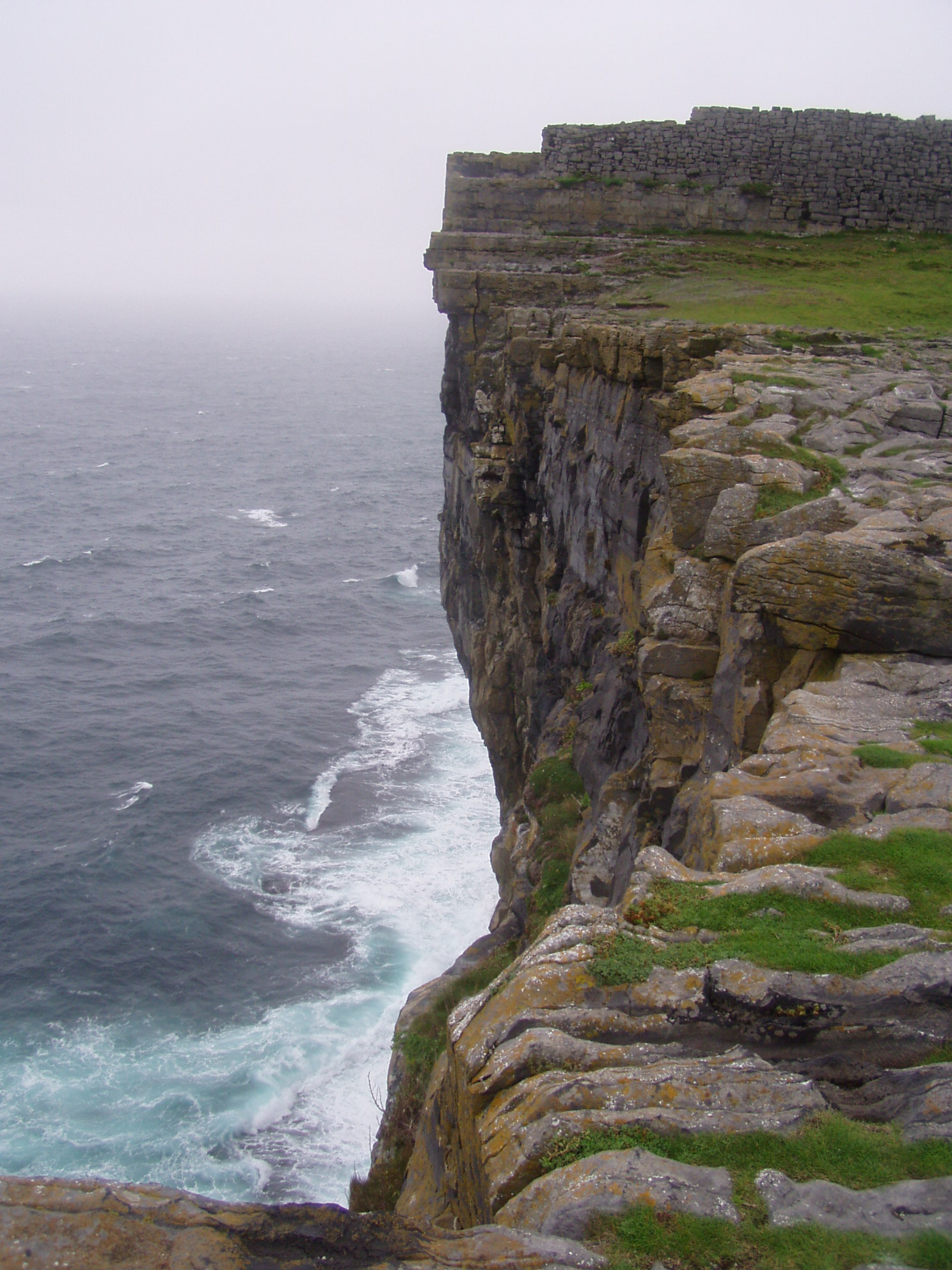
Dún Aengus

Dún Aengus (en irlandés Dún Aonghasa) és el fort prehistòric més famós dels molts que es troben a les illes Aran al comtat de Galway, Irlanda. Està situat a l'illa d'Inishmore (Inis Mór), al cim d'un penya-segat de 100 metres d'alçada. És un important jaciment arqueològic de l'edat de bronze.
El nom significa 'fort d'Aonghasa', al·ludint al déu precristià de la mitologia d'Irlanda.

## Descripció
El fort consta d'una sèrie de quatre grossos murs concèntrics de pedra seca que arriben a quatre metres d'espessor en algunes zones. Originàriament podria haver estat oval o en forma de D, però la part més propera al penya-segat s'hauria esfondrat, caient a la mar (no hi ha evidències segures, però, que confirmen aquesta tesi). Fora del tercer anell de parets apareix un sistema defensiu de lloses de pedra incrustades a la terra, encara ben conservat en gran part. En destaca una llosa de pedra rectangular de grans proporcions, la funció de la qual encara és desconeguda.
Notablement gran entre les ruïnes prehistòriques, la paret exterior de Dún Aengus comprén un espai d'aproximada-ment 6 hectàrees.

## Funció
Va ser òbviament una construcció defensiva, com la resta de forts de la zona. Alguns han suggerit, basant-se en la seua especial ubicació, que el propòsit inicial de Dún Aengus podia haver estat religiós i no militar, potser utilitzat com a lloc de culte pels druides. La localització del fort també proporciona una vista de 120 quilòmetres de línia costanera, que podria haver facilitat el control sobre una ruta comercial marítima.

## Informació

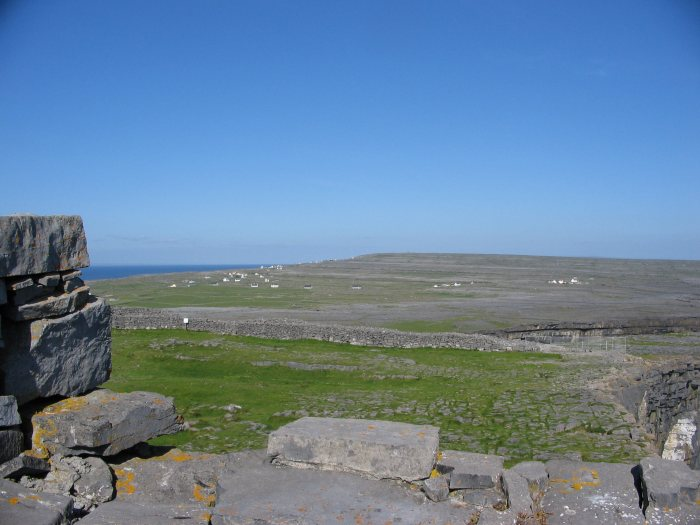
Vista de la plana des de Dún Aengus

Els murs de Dún Aengus s'han reconstruït fins a una alçada de 6 metres i tenen sendes, compartiments i escales. La zona reconstruïda es distingeix fàcilment de la construcció originària per l'ús del morter. La visita a Dún Aengus requereix una lleugera ascensió i no hi ha tanca a la vora del penya-segat, així que potser no és un bon lloc per visitar amb xiquets o persones amb problemes de mobilitat. Hi ha un petit museu que il·lustra la història de la fortalesa i les seues possibles funcions. També a la rodalia hi ha una tomba neolítica i un petit parc que ofereix exemples d'una cabana coberta amb palla tradicional i d'una destil·leria il·legal.